# Женская сборная Реюньона по футболу
Женская сборная Реюньона по футболу — футбольная сборная, представляющая остров Реюньон, заморский департамент Франции. Управляется Реюньонской лигой футбола.

## Статус
Реюньон не является членом ФИФА, однако женская сборная выступала в соревнованиях под эгидой Африканской конфедерации футбола.

## История
Первым международным турниром с участием женской сборной Реюньона стал чемпионат Африки 2000 года в ЮАР. На предварительном этапе реюньонские футболистки должны были дважды сыграть со сборной Кении, однако поединки были отменены, и они попали в квалификационный раунд, где прошли по сумме двух матчей сборную Египта — 4:3, 1:1. На групповом этапе сборная Реюньона проиграла все матчи: против сборных ЮАР — 0:3, Зимбабве — 1:2 (Флоранс Муссар) и Уганды — 1:2 (Рашель Лекутр).
В 2015 году женская сборная Реюньона участвовала в футбольном турнире Игр островов Индийского океана. На групповом этапе она сыграла вничью с Мадагаскаром — 2:2 (Карен Горе, Анаэль Гронден) и победила Маврикий — 3:1 (Анаэль Гронден, Морин Пальма, Марин Морель). В полуфинале реюньонки выиграли у Майотты — 3:1 (Дельфин Имобердорф, Магги Ламбер, Анаэль Гронден), а в финале у Мадагаскара — 3:1 (Магги Ламбер, Морин Пальма, Анаэль Гронден).